# 중만
중만(중국어 간체자: 仲满, 정체자: 仲滿, 병음: Zhòng Mǎn, 한자음: 중만, 1983년 2월 28일~)은 중화인민공화국의 펜싱 선수로 주 종목은 사브르이다. 2008년 하계 올림픽에 참가하여, 중국 역사상 두 번째 펜싱 메달을 획득한 선수이다. 그는 2007-08 시즌에 세계랭킹 2위까지 올라가기도 하였다.

## 같이 보기
- 2008년 하계 올림픽 중화인민공화국 선수단